# Mary à tout prix
Pour plus de détails, voir Fiche technique et Distribution.
Mary à tout prix ou Marie a un je-ne-sais-quoi au Québec (There's Something About Mary) est une comédie américaine coécrite et réalisée par Peter et Bobby Farrelly et sortie en 1998. Cette comédie romantique est le plus grand succès commercial des frères Farrelly, qui signent ici leur troisième film.

## Synopsis

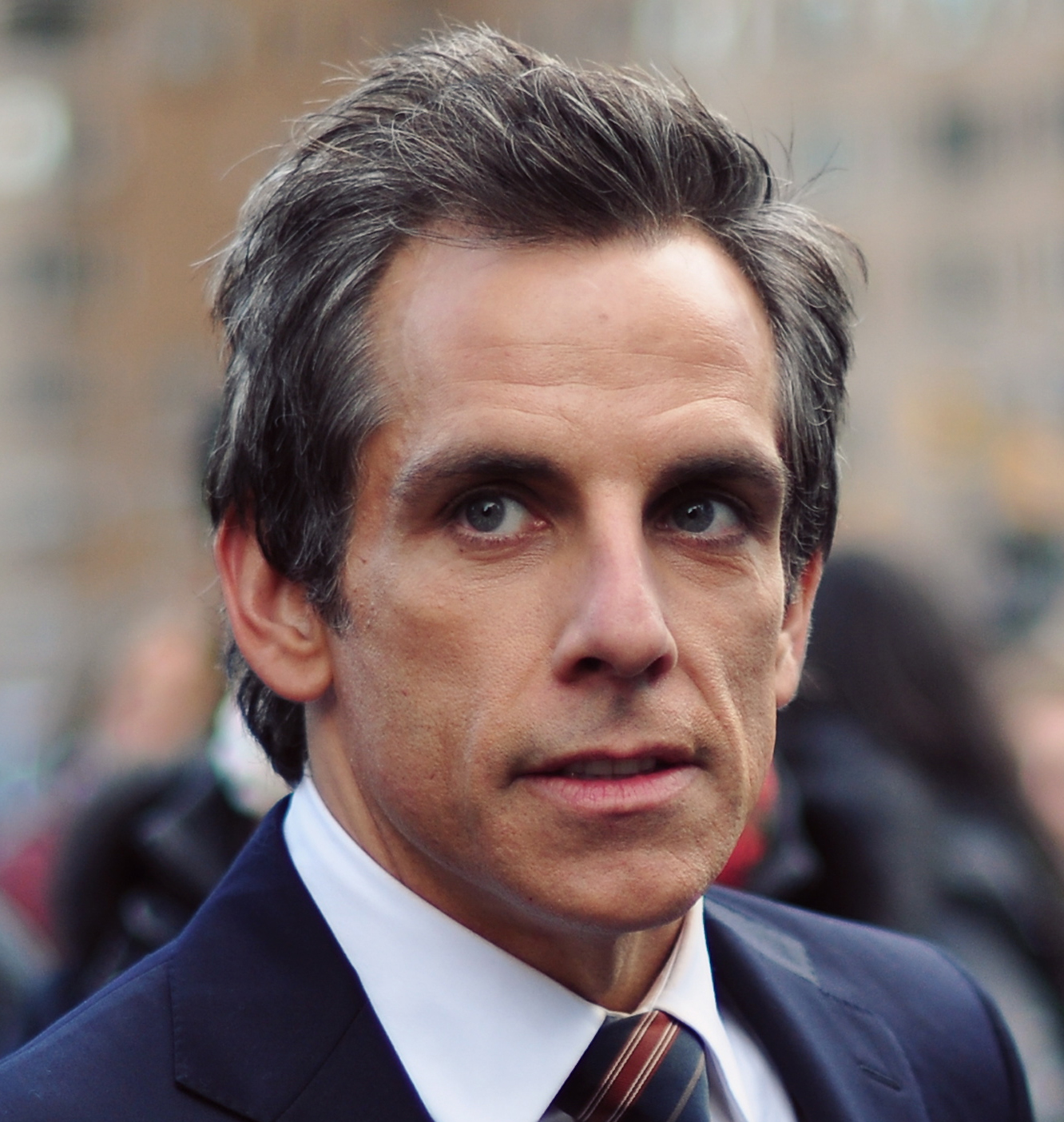
Ben Stiller (Ted) en 2010.

Empêtré dans sa timidité, affligé d'un appareil orthodontique, Ted, seize ans, est rejeté par les filles. Pourtant, comme tous les garçons du lycée, il est en extase devant l'« éblouissante et désirable » Mary.
Un jour, un élève maltraite Warren, un jeune élève handicapé mental, sans que nul ne bouge. Ted intervient, et se fait jeter à terre. Mary surgit, elle a vu la scène de loin. Ce que tout le monde ignorait jusque-là, c'est que Warren est son frère. Pleine de gratitude envers Ted, Mary sympathise avec lui. Elle lui confie qu'elle aime le football américain et qu'elle est une fan des 49ers. Son petit ami — un certain « Woogie », que Ted n'a jamais vu — avait un comportement malsain. Elle a rompu. Elle demande à Ted de l'accompagner au bal du lycée.
Au jour dit, Ted va chercher Mary, mais un terrifiant accident de braguette l'expédie aux urgences. Après quinze jours de soins, il découvre que la jeune fille a quitté la ville.

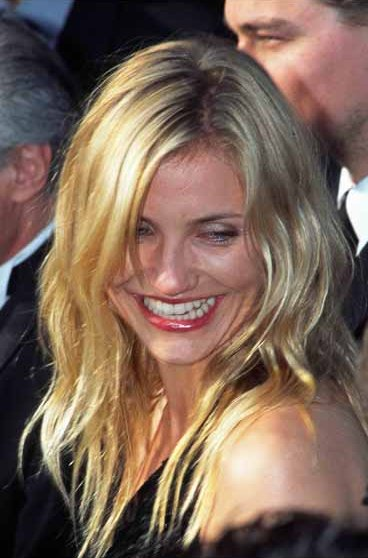
Cameron Diaz (Mary) en 2002.

Treize ans plus tard, obsédé par le souvenir de Mary, Ted met sur sa piste un enquêteur d'assurances, Pat Healy. Celui-ci retrouve Mary à Miami. Elle a changé de nom pour échapper à un maniaque. Devenue chirurgienne orthopédique, elle est toujours belle, gentille, et prend soin des laissés-pour-compte de la société : clochards et handicapés. Tombé amoureux à son tour, Healy ment à Ted : il lui raconte que Mary pèse maintenant 110 kilos, qu'elle a quatre enfants de trois pères différents et qu'elle est partie se marier au Japon. L'enquêteur sans scrupules se fait passer pour un architecte, puis pour un philanthrope investi depuis 17 ans dans l'action humanitaire. Il réussit à séduire la jeune femme. Mais il a un rival jaloux, Tucker, un architecte infirme. Celui-ci fait croire à Mary, fausses preuves à l'appui, que Healy est un assassin.
Ted apprend que Healy lui a menti. Mary est « toujours canon », toujours célibataire et toujours à Miami. Ted se rend en Floride en compagnie de Dom, l'ami qui l'a poussé à recruter Healy. Il reprend contact avec Mary. Elle lui parle de sa liaison avec Brett, un joueur de football américain. Elle a rompu quand elle a su par Tucker que Brett ne comptait pas l'épouser parce qu'elle avait son frère Warren dans sa vie. Comme Ted est dans les meilleurs termes avec Warren, l'affaire semble bien engagée pour lui, jusqu'au jour où Mary reçoit une lettre anonyme l'informant de ce que Ted a engagé Healy pour l'espionner. Très déçue, elle demande à Ted de ne plus jamais la revoir.
Healy, de son côté, découvre que Tucker n'est ni un architecte ni un infirme. Il s'appelle Norman Phipps, il est livreur de pizzas, et lui aussi amoureux de Mary.
Dom, le copain de Ted, s'introduit chez Mary. Or, ce Dom n'est autre que « Woogie », son petit ami des années lycée, un fétichiste épris de ses chaussures. C'est pour le fuir que Mary avait disparu et changé de nom. Il se trouve d'ailleurs sous le coup d'une ordonnance restrictive. Il avoue avoir écrit la lettre anonyme chargeant Ted. Alertés par les cris de Mary, Healy et le livreur de pizzas font irruption. Ted arrive à son tour. Il a fait venir Warren et Brett, le joueur de football américain, l'ex de Mary. Tous les prétendants de Mary sont donc réunis, tous ceux qui, comme dit Ted, croient l'aimer parce qu'elle les fait se sentir meilleurs. Ted a découvert que Brett n'a rien contre Warren : c'est le livreur de pizzas qui a inventé cela. Selon Ted, le seul qui n'a pas menti, le seul qui est digne de Mary, c'est Brett. Laissant Mary et Brett dans les bras l'un de l'autre, Ted quitte la maison.
Une première fausse fin laisse Ted en larmes dans la rue, tandis qu'en incrustation et en musique défilent des images du film : elles semblent annoncer l'imminence du générique de fin. Mais une deuxième fausse fin montre Mary courant après Ted. Terrible déception, ce n'est que pour lui rendre ses clefs oubliées. Ted poursuit tristement son chemin. Puis Mary le rappelle pour lui dire que ce n'est pas Brett qu'elle aime, puisque Brett ne joue pas dans les 49ers, son équipe préférée. C'est avec lui, Ted, qu'elle sera heureuse. Ted embrasse enfin Mary, mais il est mis en joue par un clochard jaloux qui vient de coucher avec la vieille Magda, la voisine de Mary. Il n'a séduit Magda que pour s'introduire chez Mary, qu'il était déterminé à « se faire ». L'homme tire sur Ted mais le fusil est dévié par Magda : c'est le guitariste commentant le film en chansons qui est atteint.

## Fiche technique
- Titre original : There's Something About Mary
- Titre français : Mary à tout prix

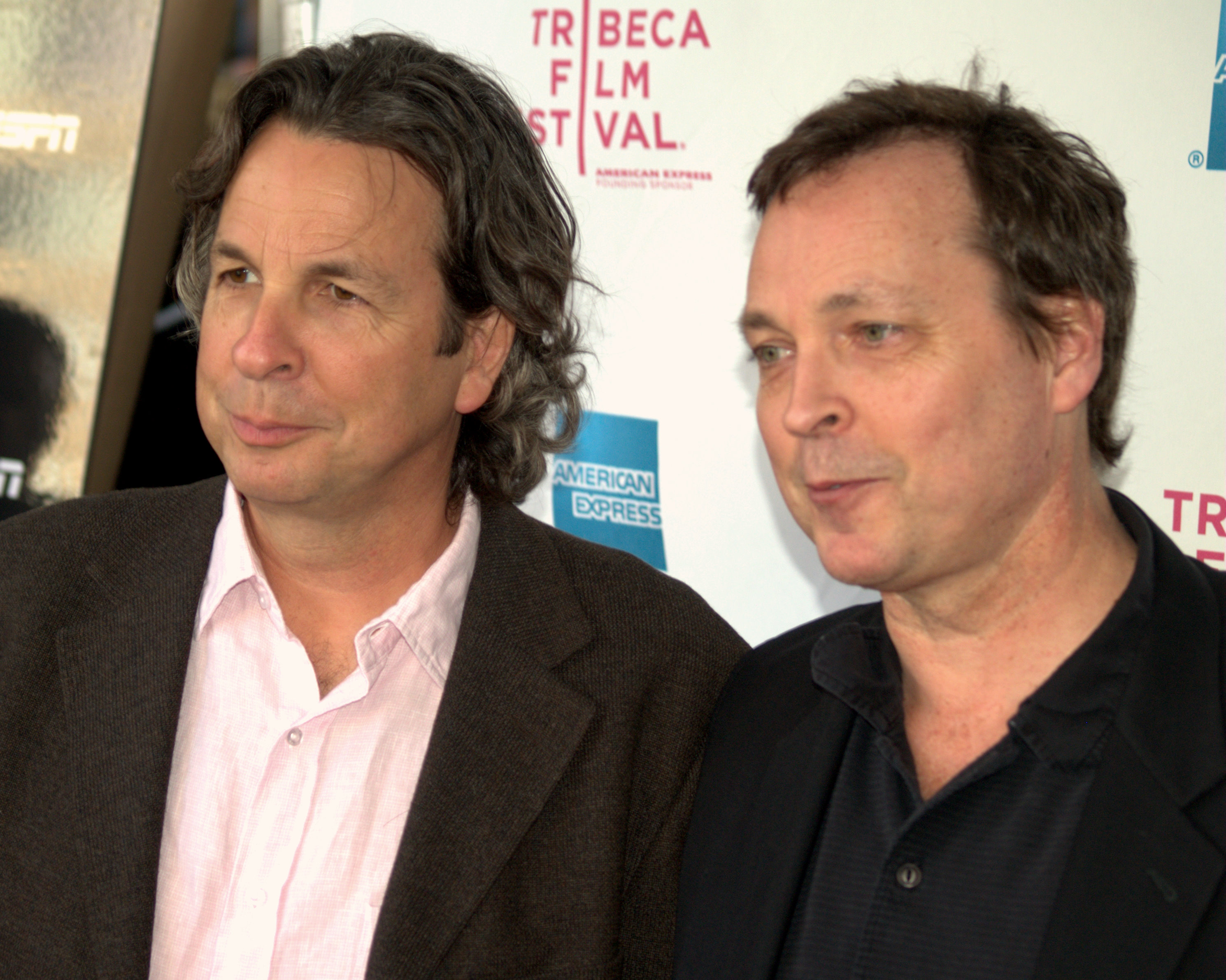
Peter (à gauche) et Bobby Farrelly en 2009.

- Titre québécois : Marie a un je-ne-sais-quoi
- Réalisation : Peter et Bobby Farrelly
- Scénario : Ed Decter, John J. Strauss (en), Peter Farrelly et Bobby Farrelly[2]
- Musique : Jonathan Richman
- Décors : Sidney Bartholomew
- Costumes : Mary Zophres
- Photographie : Mark Irwin
- Montage : Christopher Greenbury
- Effets spéciaux de maquillage : Scott Malchus[2]. Selon le Washington Post, un Oscar aurait dû lui être attribué pour la prothèse figurant les parties génitales de Ted prises dans la fermeture Éclair[3].
- Production : Frank Beddor, Michael Steinberg, Bradley Thomas, Charles B. Wessler (en), Marc S. Fischer, James B. Rogers (en), Peter et Bobby Farrelly[2]
- Société de production et de distribution : Twentieth Century Fox
- Budget : 23 millions de dollars[4]
- Pays de production :  États-Unis
- Langue originale : anglais
- Format : couleur - 1,85:1 - Dolby Digital - 35 mm
- Genre : comédie
- Durée : 119 minutes, 130 minutes (director's cut)
- Dates de sortie :
  - Canada, États-Unis : 15 juillet 1998
  - Belgique, France : 11 novembre 1998[4]
- Classification :
  - États-Unis : R « pour contenu et dialogues d'un comique sexuel prononcé »[1]
  - France : tous publics / déconseillé aux moins de 10 ans à la télévision.

## Distribution
- Ben Stiller (VF : Patrick Mancini ; VQ : François L'Écuyer) : Ted Stroehmann, écrivain et journaliste timide, emprunté, malchanceux.
- Cameron Diaz (VF : Barbara Tissier ; VQ : Camille Cyr-Desmarais) : Mary Jensen, devenue Mary Matthews. L'actrice joue par ailleurs le cadavre contenu dans le sac de l'auto-stoppeur[5].
- Matt Dillon (VF : Bernard Gabay ; VQ : Daniel Picard) : Patrick « Pat » Healy, enquêteur d'assurances aux façons vulgaires, portant Rolex Datejust en or jaune[6]
- Lee Evans (VF : Gérard Darier ; VQ : Antoine Durand) : l'architecte handicapé Tucker — en réalité Norman « Norm » Phipps, livreur de pizzas. Amoureux de Mary, il se fait casser la colonne vertébrale par un copain pour être soigné par elle. Dans la version originale, il s'exprime avec l'accent anglais : l'acteur est anglais, il n'a eu qu'à outrer son accent[5].
- Chris Elliott (VF : Éric Herson-Macarel ; VQ : François Sasseville) : « Woogie », l'ancien flirt de Mary que Ted n'a jamais vu. Il devient par la suite l'ami de Ted, qui n'établit pas le rapport entre le surnom et le nom de Dom Woganowski. Fétichiste de la chaussure, ravagé par une urticaire grandiose.
- Lin Shaye  (VQ : Claudine Chatel) : Magda, la vieille voisine fripée de Mary. Veuve alcoolique, obsédée de bronzage. Son gynécologue utilise des gants de cuir et un couteau à huîtres. Elle capte les communications téléphoniques du voisinage, dans un rayon de 600 mètres.
- Jeffrey Tambor (VF : Michel Mella ; VQ : Jean-Marie Moncelet) : Sully, le copain et indicateur de Pat Healy.
- Markie Post (VF : Annie Bertin ; VQ : Marie-Andrée Corneille) : Sheila, la mère de Mary, assistante dentaire.
- Keith David (VF : Thierry Desroses ; VQ : Éric Gaudry) : Charlie, le beau-père de Mary. Il se donne des airs joviaux, mais ses mystifications sont cruelles, et il peut avoir des réactions injustes et grossières.
- W. Earl Brown (VF : Jérôme Rebbot) : Warren Jensen, le frère de Mary, handicapé mental qui ne supporte pas qu'on lui touche les oreilles. Mary le trouve « génial ».

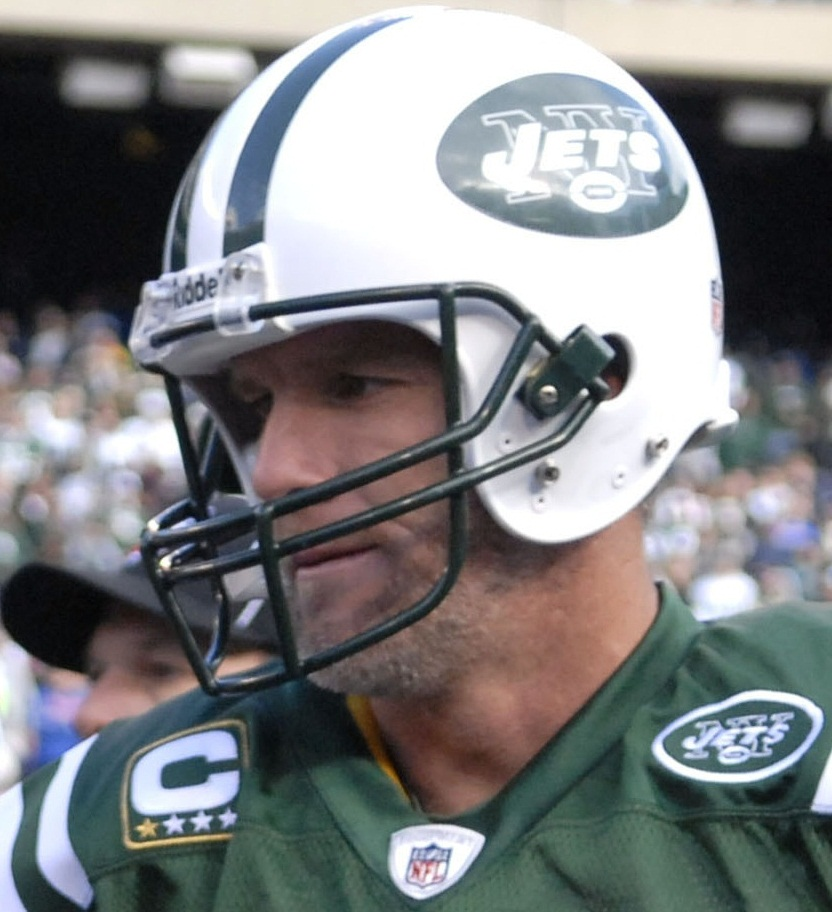
Brett Favre en 2008, sous les couleurs des Jets de New York.

- Sarah Silverman : Brenda, amie de Mary.
- Khandi Alexander : Joanie, amie de Mary.
- Marnie Alexenburg (fa) : Lisa, amie de Mary.
- Richard Tyson (VF : Joël Zaffarano) : l'inspecteur Krevoy, la brute qui tape la tête de Ted sur la table.
- Rob Moran (VF : Thierry Buisson) : l'inspecteur Stabler, collègue de Krevoy.
- Willie Garson (VF : Emmanuel Karsen ; VQ : Benoît Rousseau) : Bob, boutonneux à cheveux longs, condisciple de Ted au lycée. Devenu chiropracteur chauve boutonneux.
- Dan Murphy (VF : Sylvain Lemarié) : le frère odieux du patron de Ted.
- Brett Favre (VF : Sylvain Lemarié) : Brett, joueur de football américain, ex de Mary
- Warren Tashijan (VF : Emmanuel Karsen) : Freddie, l'un des handicapés dont prend soin Mary
- Herbie Flynn (VF : Jean-Claude Sachot ; VQ : Sébastien Dhavernas) : Herb, le clochard ravitaillé par Mary. Il devient l'amant de Magda
- Jonathan Richman (VF : Olivier Constantin) : le guitariste et chanteur de rue mélancolique faisant office de coryphée[3]
- Harland Williams : l'auto-stoppeur (non crédité)
- Richard Jenkins (VF : Sylvain Lemarié ; VQ : Ronald France) : le psychiatre (non crédité)

## Production

### Genèse et développement
En 1994, les frères Farrelly écrivent et réalisent leur premier film Dumb and Dumber, film que d'aucuns jugent « navrant », mais film culte au succès stupéfiant : il rapporte 127 millions de dollars aux États-Unis et 247 millions dans le monde entier, pour un budget de 17 millions. Leur deuxième film Strike (1996) fait un flop : il ne rapporte que 25 millions de dollars aux États-Unis, pour un budget estimé à 27 millions. Après un tel désastre, les deux frères sont persuadés que leur prochain film va être le dernier. Aussi décident-ils de lancer leur chant du cygne : ils veulent réaliser le plus dément des films politiquement incorrects qu'ils seront capables d'imaginer. Le triomphe de Mary à tout prix, en 1998, sauve leur carrière. Ce film reste en 2015 leur plus grand succès.

### Attribution des rôles

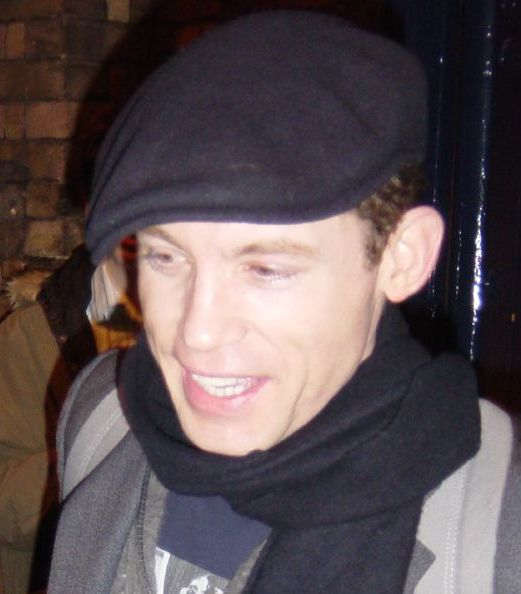
Lee Evans (Tucker) en 2004.

Les réalisateurs savaient choisir leurs acteurs. Ben Stiller et Cameron Diaz, peu connus jusque-là, sont pour beaucoup dans le charme de Mary à tout prix. Ce film les propulse au rang de stars. Il reste d'ailleurs, en 2015, le plus gros succès de Cameron Diaz en tant qu'actrice. Quant à Matt Dillon, il s'agit de sa première apparition dans une pure comédie. Il assume sans complexe son rôle de beauf lourdaud parfaitement ridicule.
Cameron Diaz n'oublie pas son premier rendez-vous avec Peter Farrelly, dans un restaurant chic de Los Angeles : « Peter m’a montré son pénis, raconte-t-elle. Il faut reconnaître le génie créatif d’un réalisateur capable de faire ça. »
Brett Favre, alors quarterback des Packers de Green Bay, incarne son propre rôle. Le rôle était destiné à Steve Young, quarterback des 49ers. Mormon pratiquant, celui-ci refusa en raison du caractère débridé du film.

### Tournage

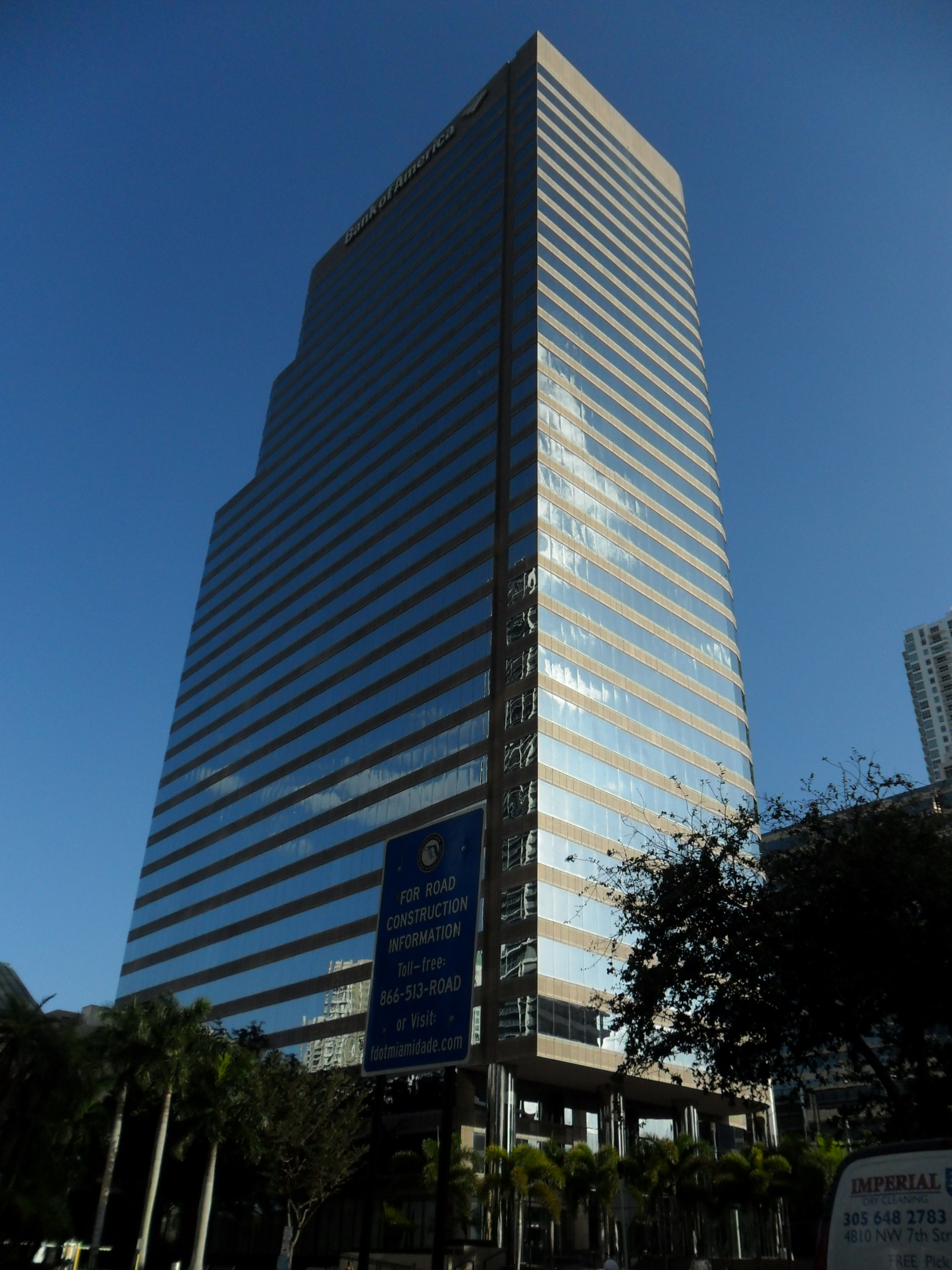
Le 701 Brickell Avenue, à Miami, où Mary a son cabinet médical.

Le travail sur le scénario s'effectue à Los Angeles et à Boston. Le tournage dure dix semaines, du 2 décembre 1997 au 19 février 1998. Les acteurs soulignent la parfaite entente des frères Farrelly, tant dans l'écriture du scénario que dans la réalisation. Sur le plateau, Peter dirige les acteurs, tandis que Bobby supervise la technique.
Lieux de tournage
Quelques scènes sont d'abord tournées dans l'État du Rhode Island. En revanche, les scènes du lycée de Cumberland (la ville natale des Farrelly, dans le Rhode Island) sont tournées en Floride, dans le parc de l'hôtel de ville de Plantation. Après avoir visionné un rough du film, les conseillers municipaux demandent que Plantation ne soit pas créditée au générique.
La plus grande partie du film est tournée à Miami ou aux alentours, notamment à Miami Beach. Des scènes d'intérieur (celles du logis de Mary, par exemple) sont tournées aux Greenwich Studios. Healy retrouve son indicateur Sully devant le restaurant Big Pink, sur Collins Avenue, au sud de Miami Beach. La maison de Mary, au 2066 North Bayshore Drive à Miami, est rasée en 2008 après un grave accident de chantier. L'exposition d'architecture a lieu dans le Miami-Dade Cultural Center. Le cabinet de Mary se trouve à Miami, au 701 Brickell Avenue. Le Cardozo Hotel de Miami Beach, où Ted « décharge son fusil », existe bien.

### Musique

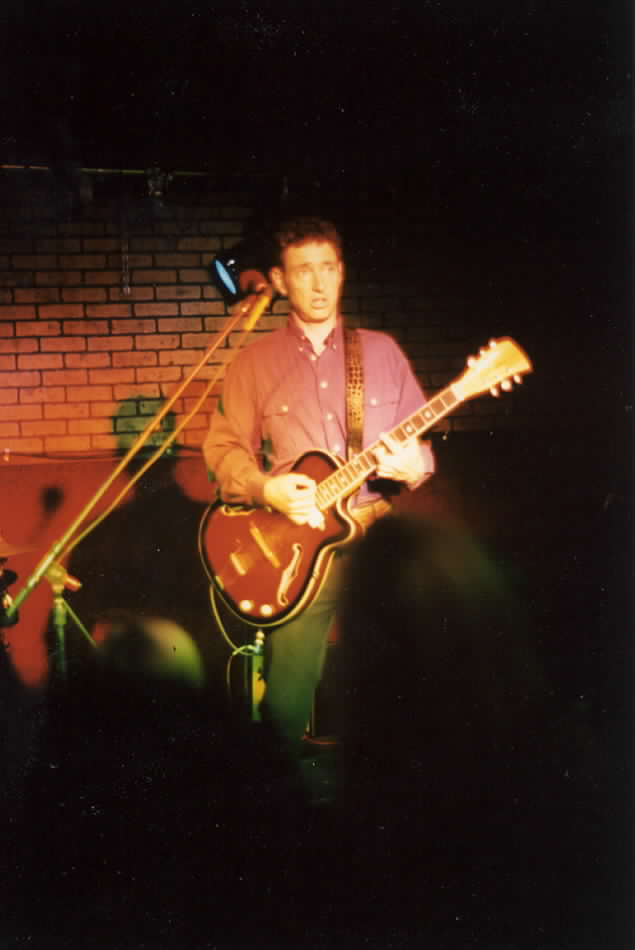
Jonathan Richman, le coryphée mélancolique du film.

- Let Her Go Into The Darkness, interprété par Jonathan Richman
- There’s Something About Mary, interprété par Jonathan Richman
- Build Me Up Buttercup, interprété par The Foundations
- Everyday Should Be a Holiday, interprété par The Dandy Warhols
- History Repeating, interprété par Shirley Bassey
- They Long to Be) Close to You, interprété par Sally Stevens
- If I Could Talk I’d Tell You, interprété par The Lemonheads
- Mary’s Prayer, interprété par Danny Wilson
- The Way, interprété par William Goodrum
- How to Survive a Broken Heart, interprété par Ben Lee
- Everything Shines, interprété par The Push Stars (en)
- This is the Day, interprété par Ivy
- Speed Queen, interprété par Zuba (en)
- True Love Is Not Nice, interprété par Jonathan Richman
- Get A Life, interprété par John Cafferty (en)
- Temptation, interprété par Ray Conniff
- Deep Purple, interprété par Ray Conniff
- Rondo de Petite Musique de nuit de Mozart, interprété par l'Ensemble Mozart de Vienne.
- Brazil, interprété par Ray Conniff
- Hey Batter (Mary’s Remix), interprété par Susan Sandberg
- Bad Boys, interprété par Badd Eli
- Ahora es Mejor, interprété par Jonathan Richman
- All These Days, interprété par Bret Reilly
- Is She Really Going Out with Him, interprété par Joe Jackson
- « Danse Bohème », de Carmen Suite no 2, musique de Georges Bizet, interprété par l'Orchestre philharmonique slovaque.
- I’ve Got You Under My Skin, interprété par Ray Conniff
- I Get the Message, interprété par Ivy
- Stranger On the Shore, interprété par Acker Bilk
- Summertime, interprété par Ray Conniff
- Margo’s Waltz, interprété par Lloyd Cole
- Talking to You, interprété par Tom Wolfe[20]

## Sortie et accueil

### Sortie et censure
Sorti le 15 juillet 1998 aux États-Unis, où il est classé R, le film fait beaucoup mieux que Dumb and Dumber. Sur le site Rotten Tomatoes, il réunit 60 % de spectateurs ayant aimé le film. D'un budget de 23 millions de dollars, il rapporte 176 484 651 dollars sur le sol américain (l'équivalent de 312 571 700 dollars au prix du ticket de 2015) et 369 884 651 dans le monde entier.
La version américaine et les versions proposées sur les vols internationaux, même ceux d'Air France, sont censurées de plusieurs scènes[réf. nécessaire] :
- le gros plan atroce où testicule et pénis de Ted ne forment plus qu'un affreux salmigondis broyé dans la fermeture Éclair ;
- le gros plan où, s'armant de jumelles plus puissantes pour examiner les seins de Mary, Healy se trompe de fenêtre et découvre avec effroi les « gants de toilette » de Magda.

En France, le film est d'abord présenté hors compétition au Festival du cinéma américain de Deauville, en septembre 1998. Sorti en salle le 11 novembre, classé tous publics, il obtient une note moyenne de 3,5 sur 5 de la part des spectateurs, et il enregistre 3 369 536 entrées.

### Critiques
On retrouve dans Mary à tout prix la trivialité, la lubricité, les provocations en tout genre qui plaisent tant aux Farrelly, mais imbriquées cette fois dans une véritable narration. Le film réussit l'alchimie improbable entre les délires scabreux et « une intrigue vraisemblable avec des sentiments authentiques ». Qualifié de « comédie romantique dégoûtante » ou de « comédie romantique constamment hilarante », il porte aussi un message de tolérance et de droit à la différence. Il est donc plein d'humanité, sensible, dynamique, pétillant de trouvailles et d'humour. Les critiques se montrent très favorables. Sur le site Rotten Tomatoes, Mary à tout prix réunit 83 % de critiques satisfaits. En France, sur Allociné, il recueille une note moyenne de 4 sur 5 de la part des critiques.
- Les Inrocks : Jean-Daniel Beauvallet insiste sur le passé de losers des frères Farrelly. Il les soupçonne de régler des comptes « personnels et viscéraux ». Car, dans les comédies déjantées, avant les Farrelly, on n'avait jamais encore « senti à ce point des hommes et leurs obsessions intimes, jamais croisé, au détour de leurs vannes calibrées pour le rire collectif, de tels nuages noirs, remontés en tornade des profondeurs de l’âme[7] ». Beauvallet fait remarquer que, dans ce film que la rumeur puritaine annonçait comme « le plus politiquement incorrect jamais fait », on se permet certes des plaisanteries sur les handicapés, mais avec « cette tendresse, […] cette solidarité des losers dont restent capables les Farrelly[7] ».
- Télérama : « Il arrive que la verdeur devienne carrément dérangeante. On pense à une catastrophique partie de base-ball jouée par des handicapés, ou aux contorsions risibles d’un infirme à béquilles cherchant à ramasser ses clés. Faut-il rire ou se scandaliser ? Et si l’on rit, doit-on en être gêné ? Ce sont exactement les questions que les frères Farrelly attendent que l’on se pose. Ils marchent alors, sans le savoir, sur les traces du Lars von Trier des Idiots, l’appareil théorique en moins. Il faut rire, bien sûr, et cette transgression fait toute la singularité du film[26]. »
- Première : « Le film est littéralement miné de part en part d'explosions comiques difficilement résistibles et d'autant plus inattendues qu'elles puisent à pleines mains dans du matériel qui ne vous amuse probablement plus depuis l'école primaire[27]. »
- Libération : « Mary à tout prix ressort la panoplie destroy des premiers Monty Python et toute l'armurerie désopilante d’Y a-t-il un pilote dans l'avion ?[28] »
- Le Monde : « Mary à tout prix est drôle, mais uniquement par moments, le temps d'un gag qui transgresse son scénario plutôt qu'il ne le sert ni ne s'en sert[29]. »
- Planetcinema.com : « La vérité est que l'on rit vraiment énormément devant ce film. Il y a même une sorte de jubilation à se gondoler avec ces grosses blagues grasses[30]. »
- Positif : « Ce n'est pas tous les jours qu'il nous parvient d'outre-Atlantique une comédie à la fois iconoclaste et désopilante. Ce n'est déjà pas si mal[31]. »

### Box-office
- France : 3 369 536 entrées[4] •  176 484 651 $
- : 369 884 651 de dollars[21]

## Distinctions

### Récompenses
- MTV Movie Awards 1999[32] :
  - Meilleur film
  - Meilleure actrice pour Cameron Diaz
  - Meilleur combat entre Ben Stiller et Puffy le chien
  - Meilleur méchant pour Matt Dillon

### Nominations
- Golden Globes 1999[22] :  
  - Meilleur film musical ou de comédie
  - Meilleure actrice dans un film musical ou une comédie pour Cameron Diaz.

## Moments forts

### L'accident de braguette
Venu chercher Mary pour la conduire à la boum, Ted enchaîne les catastrophes dans la maison de la jeune fille. Dans la salle de bains, refermant précipitamment sa braguette, il est victime d'un spectaculaire accident. Le beau-père et la mère de Mary, un policier, un pompier armé d'une hache, tout le monde entre dans la salle de bains pour contempler l'effroyable tableau. L'initiative du policier cherchant à rétablir la situation tourne à la boucherie. La scène s'inspire d'un incident survenu lors d'une boum organisée par les sœurs de Peter et Bobby Farrelly : leurs parents durent venir en aide à un jeune invité. Ted sera depuis cette déconvenue appelé Merguez Pois-chiche par le frère de Mary.

### L'arrêt cardiaque de Puffy

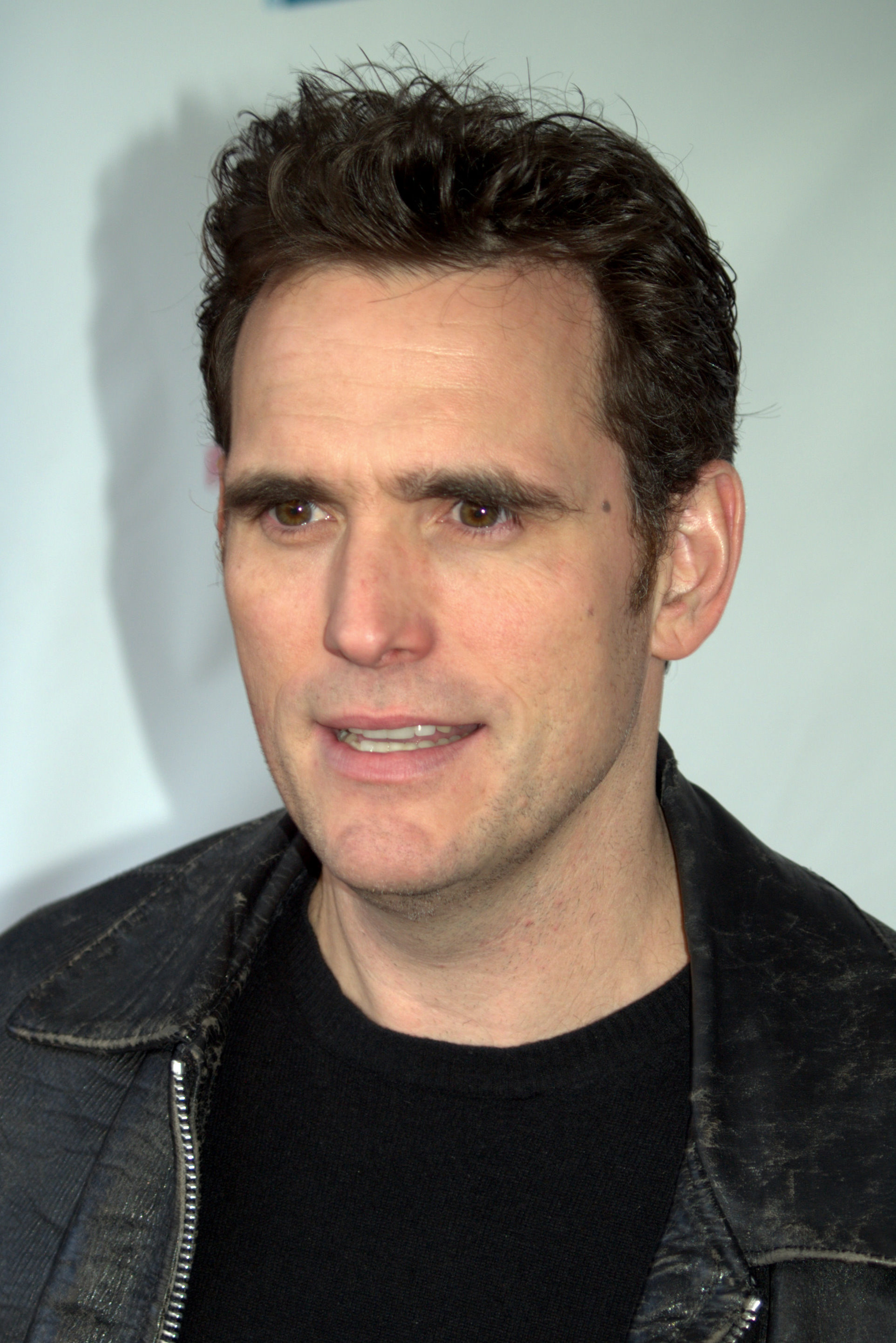
Matt Dillon (Pat Healy) en 2009.

Puffy, le border terrier de Magda, est particulièrement teigneux. Magda soutient pourtant qu'il ne déteste que les mauvais humains. L'apprenant, Pat Healy glisse par la boîte aux lettres une croquette fourrée d'un calmant. Quand l'ignoble individu se présente un peu plus tard au domicile de Mary, Puffy se laisse câliner par lui sans manifester la moindre agressivité. Magda et Mary, enchantées de l'issue positive du test, s'isolent dans la cuisine pour conférer. Pendant ce temps, Puffy fait un arrêt cardiaque. Affolé, Healy multiplie les mouvements de réanimation désordonnés, associant compressions thoraciques et bouche-à-bouche. Il improvise un défibrillateur avec le fil de la lampe de salon. Une série de chocs électriques ne produit aucun effet. Tandis que Healy cherche vainement une solution, Puffy prend feu. Healy doit renverser un vase de fleurs pour éteindre les flammes, ce qui réanime enfin le chien.

### L'auto-stoppeur inquiétant
L'odieux imposteur Healy file le parfait amour avec Mary. Pendant ce temps, Ted embarque un auto-stoppeur qui paraît un peu dérangé. En pleine nuit, Ted fait halte sur une aire de repos pour se soulager la vessie. Il trébuche dans le noir sur un des nombreux homosexuels présents à cet endroit. Des projecteurs s'allument soudain, des policiers surgissent pour une rafle, ils trouvent Ted à genoux aux pieds d'un homme qui remonte son pantalon. Tout le monde est embarqué, sauf l'auto-stoppeur, qui se fond dans la nuit, abandonnant un lourd paquet dans la voiture de Ted. Le paquet contient un cadavre en morceaux. Ted est passé à tabac par un policier horrifié. Emprisonné, il doit subir les assauts sexuels d'une horde de détenus enthousiasmés par sa présence. Il finit par être innocenté.

### Tucker veut ramasser ses clés
Ayant les pires difficultés à se mouvoir malgré ses béquilles, l'architecte Tucker laisse tomber ses clés. Il tient absolument à les ramasser lui-même, ce qui donne lieu à d'invraisemblables contorsions désarticulées tenant à la fois du pathétique et du désopilant. Le spectateur n'apprend que beaucoup plus tard que Tucker est parfaitement valide.

### Mary trouve du gel
Dom convainc Ted de se masturber pour éliminer la pression, avant d'aller dîner avec Mary. Ted s'exécute, mais, au terme de l'opération, il ne trouve pas la moindre trace de sperme, ni sur ses mains ni sur ses vêtements ni au plafond. Et Mary est déjà là. Elle voit tout de suite le sperme à l'oreille de Ted. Croyant que c'est du gel, elle s'en sert pour coiffer sa longue mèche de devant. Durant le dîner, la mèche se tient dressée à la verticale.

### Puffy sous amphétamines
Healy et le livreur de pizzas Norm se liguent pour empêcher Ted de séduire Mary. Ils veulent le faire échouer au test du chien hargneux. Ils lancent par la fenêtre de la jeune femme des croquettes fourrées d'amphétamines. L'une tombe dans le verre de Magda. Les autres sont mangées par Puffy. Lorsque Ted et Mary arrivent, Magda est en train de passer frénétiquement l'aspirateur, tandis que Puffy, fou furieux, est enfermé dans la salle de bains. Mary charge Ted de le prendre en main. Ted ouvre la porte. Puffy le mord au visage, puis le traîne sur le parquet par la cheville, puis le mord à la gorge, puis aux testicules. Quand il se jette derechef au visage de Ted, celui-ci baisse la tête et Puffy passe par la fenêtre. La scène obtient le prix du meilleur combat aux MTV Movie Awards 1999.

### Warren pêche au lancer
Grand moment, Ted va enfin embrasser Mary. C'est compter sans [la maladresse de] Warren, qui pêche le gros tout près de là, et s'apprête à lancer. Ted est soudain tiré en arrière, un gigantesque hameçon crocheté dans la lèvre.